# Aldra
Aldra is een eiland in de gemeente Lurøy, Nordland in Noorwegen. Het eiland ligt vlak voor de kust, ten noorden van het dorp Haugland en ten westen van Brattland. Aldra wordt gescheiden van het vasteland door de fjord Aldersundet. Op het eiland ligt de 900 meter hoge berg Hjarttinden. Op het zuiden van het eiland ligt het gelijknamige dorp Aldra. 
Op Aldra bevindt zich een VLF-zender. Tot 2002 was er een antenne gespannen over de fjord tussen het eiland en het dorp Brattland. Deze maakte tot 1997 deel uit van het Omega navigatiesysteem.